# Silver Spoons & Broken Bones
Silver Spoons & Broken Bones è l'album di debutto degli Stone Gods, pubblicato il 7 luglio 2008. I due brani Burn the Witch e You Brought a Knife to a Gunfight, erano già state pubblicate sull'EP a edizione limitata intitolato Burn the Witch.

## Tracce
1. Burn the Witch – 4:44
2. Don't Drink the Water – 2:47
3. Defend or Die – 4:58
4. You Brought a Knife to a Gunfight – 3:07 (Hawkins/Edwards)
5. Magdalene Street – 3:56 (Hawkins/Edwards)
6. Where You Comin' From – 3:12 (Hawkins/Edwards/MacFarlaine)
7. Lazy Bones – 3:57 (MacFarlaine)
8. I'm With the Band – 4:16 (Hawkins/Edwards/Graham)
9. Start of Something – 3:29 (Hawkins/Edwards/Graham)
10. Making It Hard – 3:12
11. Wasting Time – 3:24 (Hawkins/Edwards/Graham)
12. Knight of the Living Dead – 4:22
13. Oh Where 'O My Beero – 4:14

## Formazione
- Richie Edwards - voce, chitarra
- Dan Hawkins - chitarra
- Toby MacFarlaine - basso
- Ed Graham - batteria